# Dmitrij Konstantinovič Romanov

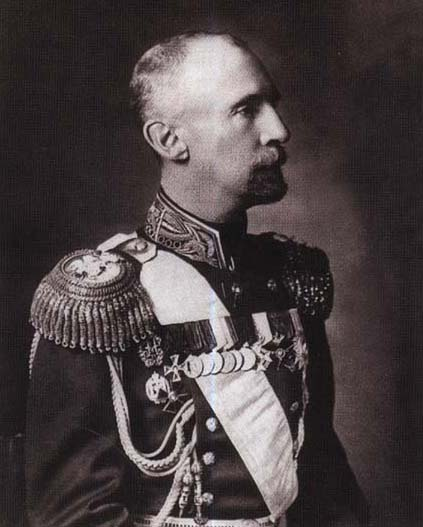
Velkokníže Dmitrij Konstantinovič

Dmitrij Konstantinovič Romanov, rusky Дмитрий Константинович Романов, (1.jul./ 13. června 1860greg., Strelna u Petrohradu – 28. ledna 1919, Petrohrad) byl ruský velkokníže, jeho imperátorská výsost, člen ruské carské rodiny.

## Biografie

### Původ, mládí

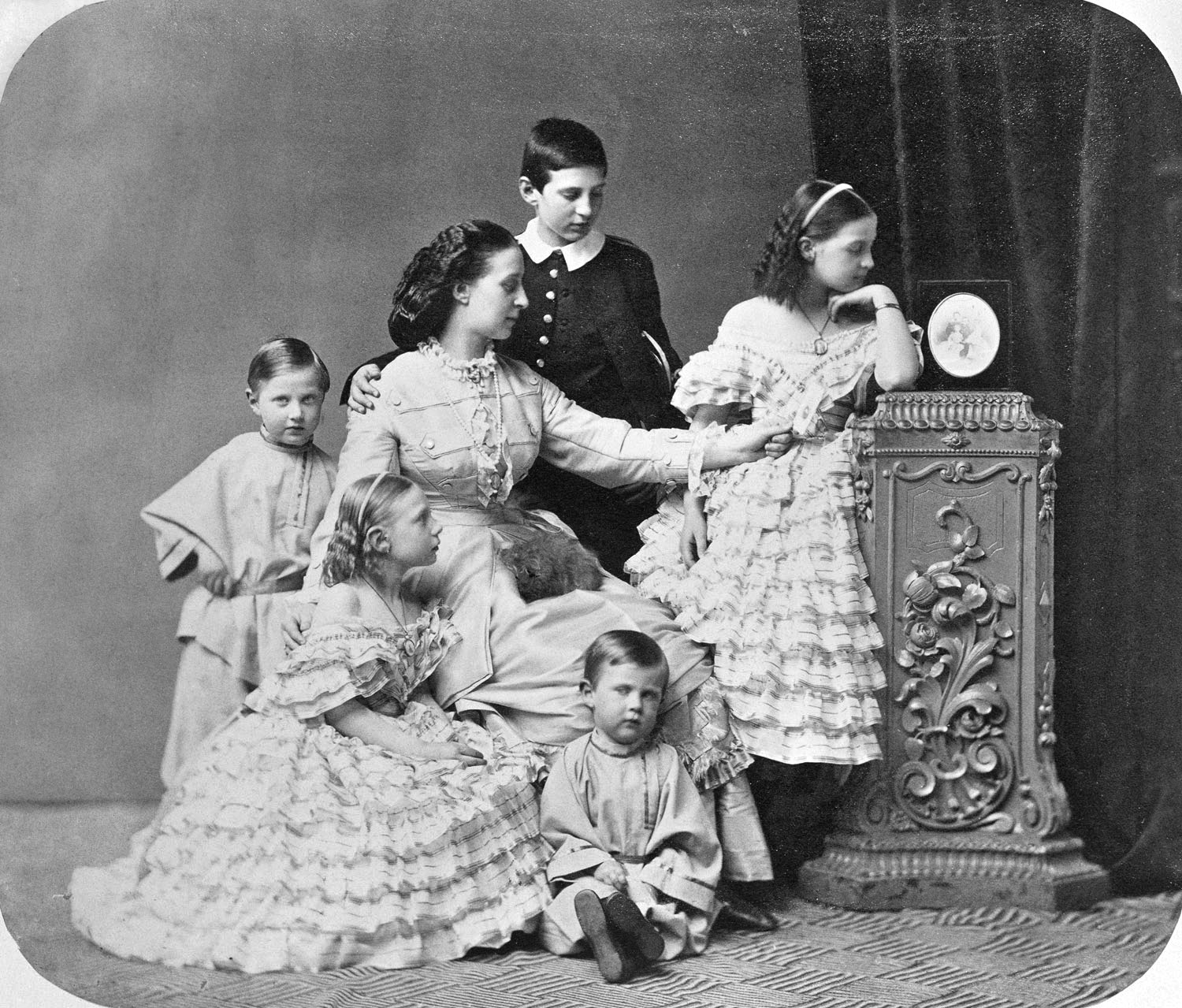
Velkokníže Dmitrij Konstantinovič (sedící vpředu) se svou matkou a sourozenci

Narodil se jako třetí syn/páté (předposlední) dítě ze šesti potomků velkoknížete Konstantina Nikolajeviče, syna ruského cara Mikuláše I., a jeho manželky Alexandry Josifovny, dcery Sasko-Altenburského vévody Josefa.
Byl - jako všichni Konstantinovičové - vysokého vzrůstu, lišil se však hubeností. Dostalo se mu mimořádně dobrého vzdělání, výborně se orientoval v klasické literatuře, účastnil se domácích divadelních představení a bral hodiny hry na housle; byl považován za nadaného herce. Původně byl předurčen k dráze námořního důstojníka, miloval však nade vše koně a nakonec přešel ke službě u kavalérie.
Nikdy se neoženil a byl proslulým misogynem. Své nenaplněné city přenesl na své neteře a synovce - děti svého staršího bratra Konstantina Konstantinoviče. V roce 1880 si v Krásném Selu postavil daču s konírnou a dvorem pro koně. Zde trávil léto se svým plukem.

### Kariéra
V listopadu roku 1881 ho Alexandr III. povýšil do hodnosti adjutanta v imperátorské svitě. 6. dubna roku 1889 byl povýšen do hodnosti kapitána a jmenován velitelem 2. eskadrily jezdecké gardy. 10. prosince roku 1892 byl povýšen do hodnosti plukovníkа a díky posléze dostal velení pluku jezdecko-grenadýrské gardy.
V roce 1913 předsedal Všeruské výstavě klusáků v Kyjevě. Ruský dostihový sport vděčí za své úspěchy na počátku 20. století právě velkoknížeti Dmitrijovi, rovněž tak ovšem i velké potřebě koní v armádě. U Poltavy měl velkokníže vlastní jezdeckou farmu, kde choval klusáky, v ruské armádě vysoce ceněné.
Velkokníže se nemohl účastnit války s Německem kvůli krátkozrakosti, která se kolem roku 1914 zhoršila v téměř úplnou slepotu. Proklínaje osud, zabýval se Dmitrij Konstantinovič přípravou koní v týlu.

### Řády a ocenění
- Rytíř Řádu sv. Vladimíra 4. stupně
- hvězda Řádu sv. Ondřeje.

### Sovětské období, vězení a poprava
Na základě dekretu z 26. března roku 1918 byl Dmitrij Konstantinovič poslán do Vologdy, poté byl převezen do vězení v Petrohradu. Žil v jedné cele se svým bratrancem Georgijem Michajlovičem. Současně byl do vedlejší cely zavřen Dmitrijův synovec Gavriil Konstantinovič. Občas se jim podařilo se uvidět.
9. ledna roku 1919 Presidium Čeky rozhodlo „rozsudek o bývalé imperátorské bandě potvrdit“. Na základě toho Dmitrije Konstantinoviče spolu s Pavlem Alexandrovičem, Nikolajem Michajlovičem a Georgijem Michajlovičem odvezli do Petropavlovské pevnosti a jedné noci poslední lednové dekády roku 1919 zastřelili jako rukojmí za vraždu Rosy Luxemburgové a Karla Liebknechta v Německu. Exekuci velel jistý Gordijenko, vězeňský dozorce, který svého času obdržel cenné dary z Kabinetu Jeho veličenstva. Poslední minuty života se Dmitrij Konstantinovič vroucně modlil a opakoval: „Pane odpusť jim, neboť nevědí, co činí.“ Pohřben byl pravděpodobně do společného hrobu na Zaječím ostrově (ostrov v ústí Něvy, na němž stojí Petropavlovská pevnost). Oznámení o zastřelení velkoknížat bylo zveřejněno 31. ledna roku 1919 v „Petrohradské pravdě“.
1. listopadu roku 1981 byl velkokníže kanonizován Ruskou pravoslavnou církví za hranicemi.
8. června roku 2009 byl rozhodnutím Generální prokuratury Ruské federace posmrtně rehabilitován.

## Vývod z předků
|                        |                                         |  |                                              |                                       |  |  |  |  |  |  |  | Petr III. Ruský |
|                        |                                         |  |                                              |                                       |  |  |  |  |  |  |  |                 |
|                        | Pavel I. Ruský                          |  |                                              |                                       |  |  |  |  |  |  |  |                 |
|                        |                                         |  |                                              |                                       |  |  |  |  |  |  |  |                 |
|                        |                                         |  |                                              | Kateřina II. Veliká                   |  |  |  |  |  |  |  |                 |
|                        |                                         |  |                                              |                                       |  |  |  |  |  |  |  |                 |
|                        | Mikuláš I. Pavlovič                     |  |                                              |                                       |  |  |  |  |  |  |  |                 |
|                        |                                         |  |                                              |                                       |  |  |  |  |  |  |  |                 |
|                        |                                         |  |                                              | Fridrich Evžen Württemberský          |  |  |  |  |  |  |  |                 |
|                        |                                         |  |                                              |                                       |  |  |  |  |  |  |  |                 |
|                        | Žofie Dorota Württemberská              |  |                                              |                                       |  |  |  |  |  |  |  |                 |
|                        |                                         |  |                                              |                                       |  |  |  |  |  |  |  |                 |
|                        |                                         |  |                                              | Bedřiška Braniborsko-Schwedtská       |  |  |  |  |  |  |  |                 |
|                        |                                         |  |                                              |                                       |  |  |  |  |  |  |  |                 |
|                        | Konstantin Nikolajevič Ruský            |  |                                              |                                       |  |  |  |  |  |  |  |                 |
|                        |                                         |  |                                              |                                       |  |  |  |  |  |  |  |                 |
|                        |                                         |  |                                              | Fridrich Vilém II.                    |  |  |  |  |  |  |  |                 |
|                        |                                         |  |                                              |                                       |  |  |  |  |  |  |  |                 |
|                        | Fridrich Vilém III.                     |  |                                              |                                       |  |  |  |  |  |  |  |                 |
|                        |                                         |  |                                              |                                       |  |  |  |  |  |  |  |                 |
|                        |                                         |  |                                              | Frederika Luisa Hesensko-Darmstadtská |  |  |  |  |  |  |  |                 |
|                        |                                         |  |                                              |                                       |  |  |  |  |  |  |  |                 |
|                        | Šarlota Pruská                          |  |                                              |                                       |  |  |  |  |  |  |  |                 |
|                        |                                         |  |                                              |                                       |  |  |  |  |  |  |  |                 |
|                        |                                         |  |                                              | Karel II. Meklenbursko-Střelický      |  |  |  |  |  |  |  |                 |
|                        |                                         |  |                                              |                                       |  |  |  |  |  |  |  |                 |
|                        | Luisa Meklenbursko-Střelická            |  |                                              |                                       |  |  |  |  |  |  |  |                 |
|                        |                                         |  |                                              |                                       |  |  |  |  |  |  |  |                 |
|                        |                                         |  |                                              | Frederika Hesensko-Darmstadtská       |  |  |  |  |  |  |  |                 |
|                        |                                         |  |                                              |                                       |  |  |  |  |  |  |  |                 |
| Dmitrij Konstantinovič |                                         |  |                                              |                                       |  |  |  |  |  |  |  |                 |
|                        |                                         |  |                                              |                                       |  |  |  |  |  |  |  |                 |
|                        |                                         |  | Arnošt Fridrich III. Sasko-Hildburghausenský |                                       |  |  |  |  |  |  |  |                 |
|                        |                                         |  |                                              |                                       |  |  |  |  |  |  |  |                 |
|                        | Fridrich Sasko-Altenburský              |  |                                              |                                       |  |  |  |  |  |  |  |                 |
|                        |                                         |  |                                              |                                       |  |  |  |  |  |  |  |                 |
|                        |                                         |  |                                              | Ernestina Sasko-Výmarská              |  |  |  |  |  |  |  |                 |
|                        |                                         |  |                                              |                                       |  |  |  |  |  |  |  |                 |
|                        | Josef Sasko-Altenburský                 |  |                                              |                                       |  |  |  |  |  |  |  |                 |
|                        |                                         |  |                                              |                                       |  |  |  |  |  |  |  |                 |
|                        |                                         |  |                                              | Karel II. Meklenbursko-Střelický      |  |  |  |  |  |  |  |                 |
|                        |                                         |  |                                              |                                       |  |  |  |  |  |  |  |                 |
|                        | Šarlota Georgina Meklenbursko-Střelická |  |                                              |                                       |  |  |  |  |  |  |  |                 |
|                        |                                         |  |                                              |                                       |  |  |  |  |  |  |  |                 |
|                        |                                         |  |                                              | Frederika Hesensko-Darmstadtská       |  |  |  |  |  |  |  |                 |
|                        |                                         |  |                                              |                                       |  |  |  |  |  |  |  |                 |
|                        | Alexandra Sasko-Altenburská             |  |                                              |                                       |  |  |  |  |  |  |  |                 |
|                        |                                         |  |                                              |                                       |  |  |  |  |  |  |  |                 |
|                        |                                         |  |                                              | Fridrich II. Evžen Württemberský      |  |  |  |  |  |  |  |                 |
|                        |                                         |  |                                              |                                       |  |  |  |  |  |  |  |                 |
|                        | Ludvík Württemberský                    |  |                                              |                                       |  |  |  |  |  |  |  |                 |
|                        |                                         |  |                                              |                                       |  |  |  |  |  |  |  |                 |
|                        |                                         |  |                                              | Bedřiška Braniborsko-Schwedtská       |  |  |  |  |  |  |  |                 |
|                        |                                         |  |                                              |                                       |  |  |  |  |  |  |  |                 |
|                        | Amálie Württemberská                    |  |                                              |                                       |  |  |  |  |  |  |  |                 |
|                        |                                         |  |                                              |                                       |  |  |  |  |  |  |  |                 |
|                        |                                         |  |                                              | Karel Kristián Nasavsko-Weilburský    |  |  |  |  |  |  |  |                 |
|                        |                                         |  |                                              |                                       |  |  |  |  |  |  |  |                 |
|                        | Henrietta Nasavsko-Weilburská           |  |                                              |                                       |  |  |  |  |  |  |  |                 |
|                        |                                         |  |                                              |                                       |  |  |  |  |  |  |  |                 |
|                        |                                         |  |                                              | Karolína Oranžsko-Nasavská            |  |  |  |  |  |  |  |                 |
|                        |                                         |  |                                              |                                       |  |  |  |  |  |  |  |                 |